# Шефчович, Марош
Ма́рош Ше́фчович (словац. Maroš Šefčovič; род. 24 июля 1966, Братислава, Чехословакия) — чехословацкий и словацкий дипломат, словацкий и европейский политик. С 2010 — заместитель председателя Европейской комиссии и европейский комиссар по междуинституциональным отношениям и администрации, в периоде 2009-2010 — европейский комиссар по образованию, обучению, культуре и молодёжи.

## Биография
Учился в Экономическом университете в Братиславе (1984—1985), прошёл полный курс обучения (1985—1990) и закончил Московский государственный институт международных отношений по специальности «Международные отношения». В Университете Коменского в Братиславе получает научные степени: JUDr по праву (1990) и PhD по международному и европейскому праву (2000).
Был советником чехословацкого заместителя министра иностранных дел, стал секретарём и консулом в посольстве Чехословакии в Хараре (Зимбабве) в 1992 году, позже — в посольстве Словакии в Оттаве (Канада). С 1995 года работает в МИД Словакии по отношениям с Европейским союзом и НАТО. В 1998 году он стал начальником кабинета министра иностранных дел, затем был назначен послом в Тель-Авиве (Израиль).
Становится постоянным представителем Словакии в Европейском союзе в 2004 году. С 1 октября 2009 года заменяет Яна Фигеля как еврокомиссар (от Словакии) по образованию, обучению, культуре и молодёжи. Во второй Европейской комиссии Баррозу он занимает посты заместителя председателя ЕК и европейский комиссар по межинституциональным отношениям и администрации.
С 1 ноября 2014 года — заместитель председателя и еврокомиссар по вопросам энергии в Комиссии Юнкера.
В 2019 году проиграл во втором туре на выборах на пост президента Словакии.

## Семья
Шефчович женат и имеет 3 детей.

## Награды
- Медаль Благодарности[чеш.] (Словакия, 2024 год)[3]
- Орден князя Ярослава Мудрого II степени (Украина, 22 августа 2020 года) — за весомый личный вклад в укрепление международного авторитета Украины, развитие межгосударственного сотрудничества, плодотворную общественную деятельность[4]